# Javier Paniagua
Pour les articles homonymes, voir Paniagua.
Javier Paniagua Fuentes, né à Ceuta en 1946, est un homme politique et historien espagnol.

## Biographie
Docteur en histoire avec une thèse portant sur l'anarchisme en Espagne, il est professeur d'histoire sociale et de la pensée politique à l'Université nationale d'enseignement à distance, dont il dirige le centre régional du Pays valencien situé à Alzira, entre 1978 et 1986.
En 1974, il participe au premier Congrès d'histoire du Pays valencien. Membre de la direction du PSPV-PSOE, il est directeur de l'enseignement secondaire de la Generalitat valencienne durant le gouvernement de Joan Lerma puis est élu député pour la province de Valence aux élections générales de 1986, 1989, 1993 et 1996. 

## Œuvres
- Las ideas económicas del anarquismo y los movimientos libertarios en España: un esquema (1999) avec Salvador Almenar Palau.
- La UNED en la encrucijada de los próximos años (1993) avec Montserrat Blanco Bahamonde
- Trayectoria del sindicalismo español, Historia 16 (1991)
- Las reacciones ante el bilingüismo: una perspectiva histórica, Revista de Educación (1981)
- Contribución al estudio del movimiento huelguístico del País Valenciano: 1905-1935 (1974) avec Joaquim Prats Cuevas, dans le cadre du premier Congrès d'histoire du Pays valencien